# Villeneuvette
Villeneuvette – miejscowość i gmina we Francji, w regionie Oksytania, w departamencie Hérault.
Według danych na rok 1990 gminę zamieszkiwały 83 osoby, a gęstość zaludnienia wynosiła 26 osób/km² (wśród 1545 gmin Langwedocji-Roussillon Villeneuvette plasuje się na 818. miejscu pod względem liczby ludności, natomiast pod względem powierzchni na miejscu 1082.).

## Populacja

Populacja Villeneuvette w latach 1962-2008

## Galeria

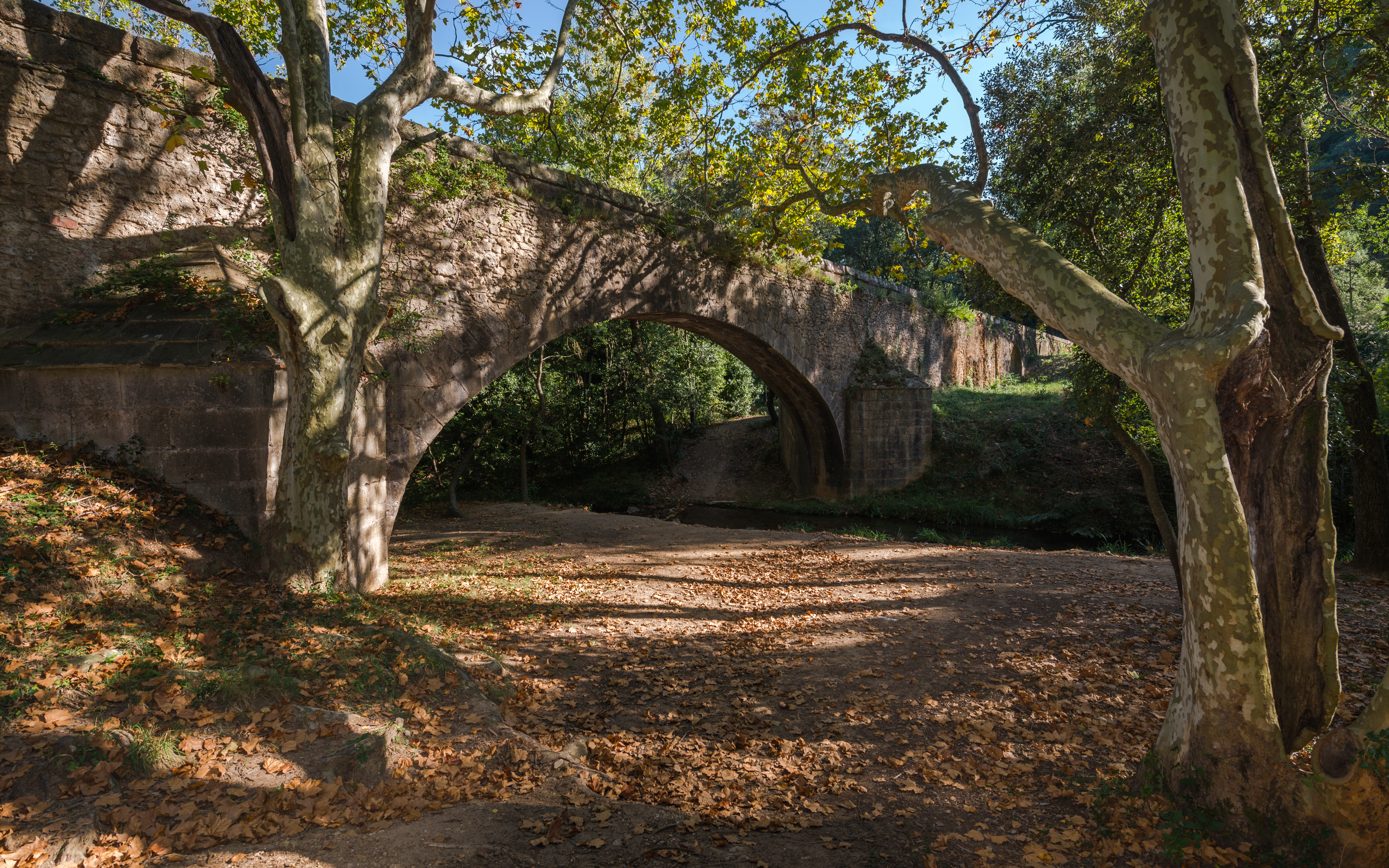
Akwedukt w Villeneuvette z XVII wieku (2013)
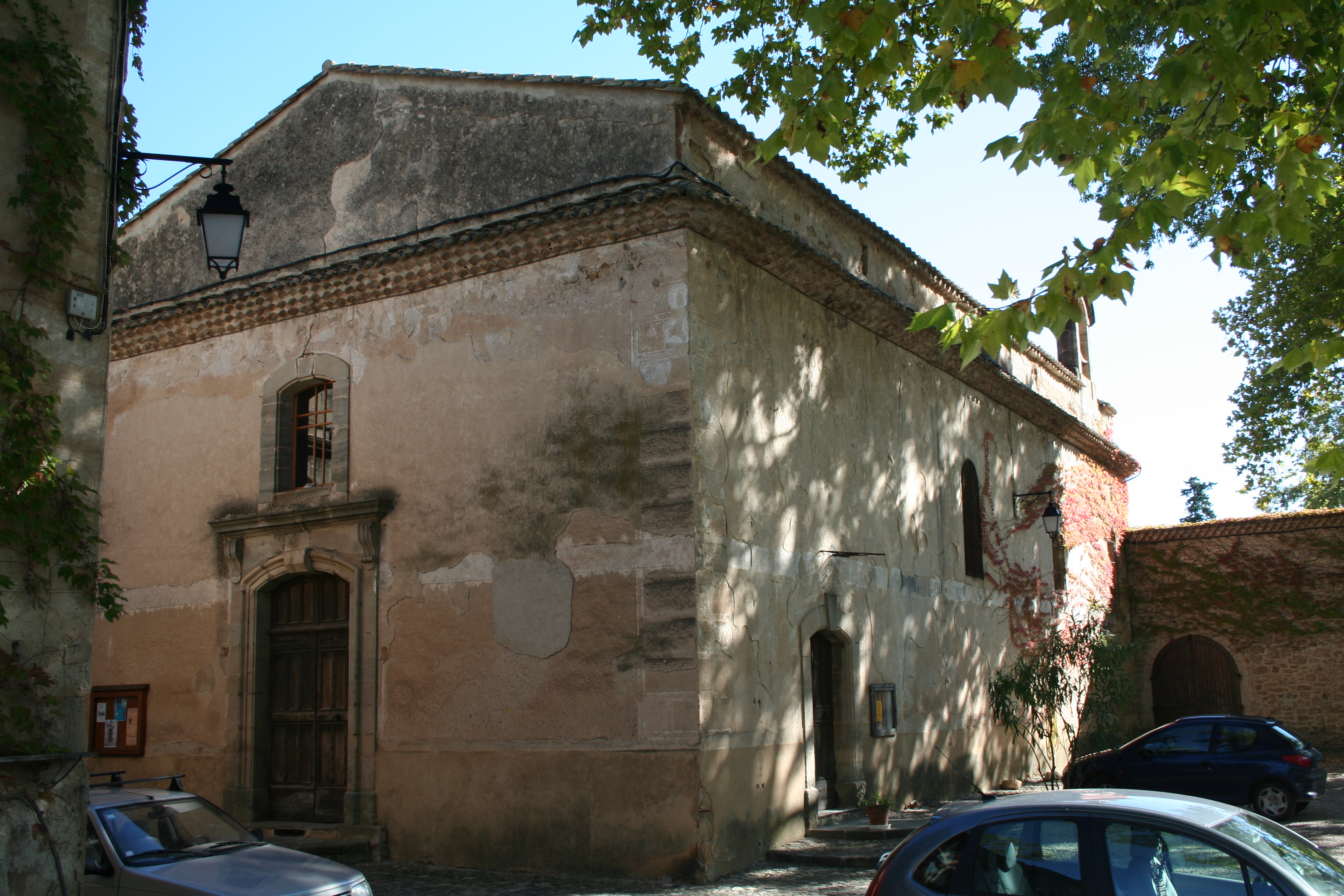
Kaplica Wniebowzięcia Matki Bożej (2007)
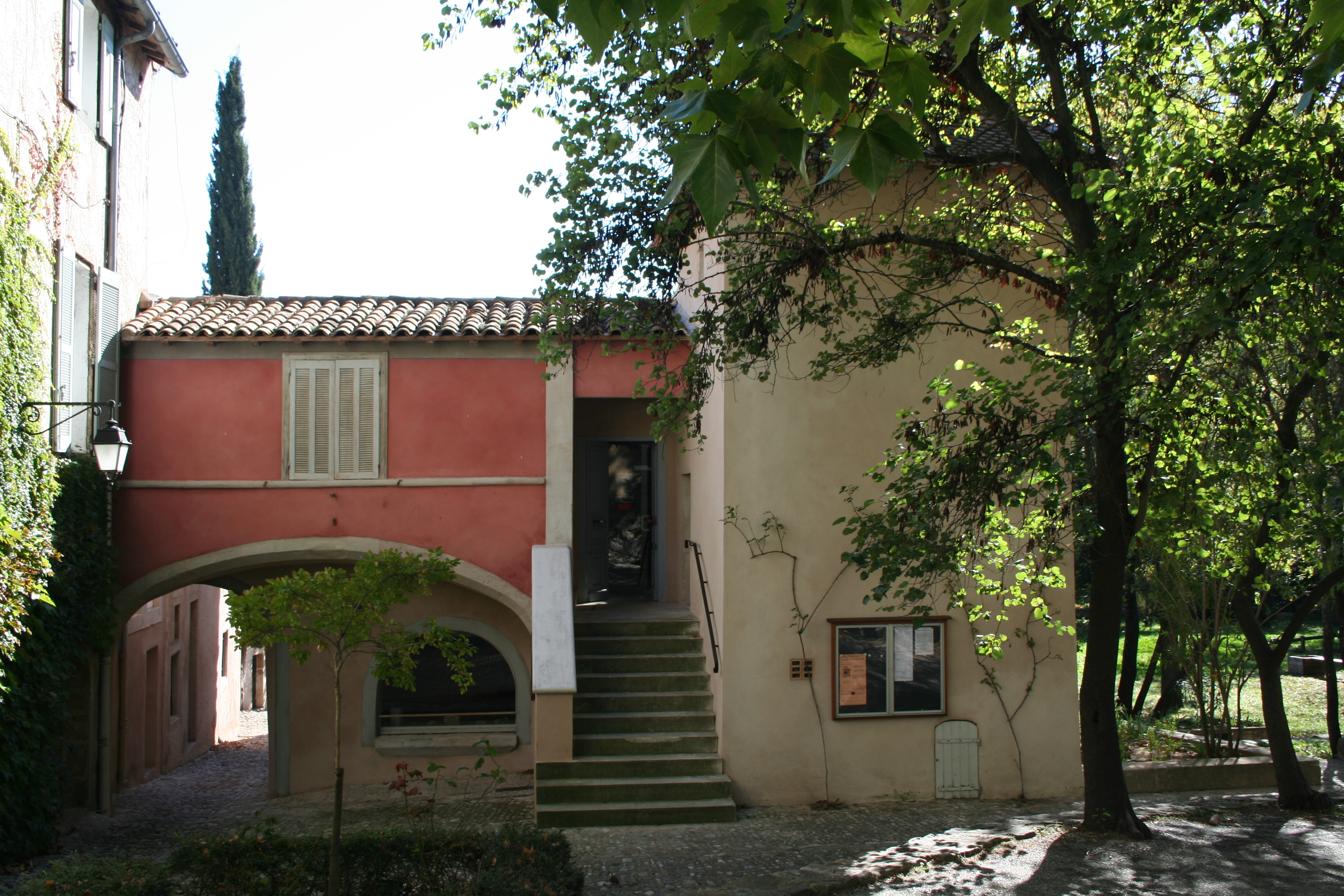
Merostwo (2007)